# Vulturu, Constanța
Vulturu (în trecut Cartalu/ Cartal, în turcă Kartal) este satul de reședință al comunei cu același nume din județul Constanța, Dobrogea, România. Se află în partea de nord a județului, în Podișul Casimcei, la 80 km de Constanța. Prima atestare documentară a acestei localități datează din 1854, din data de 14 ianuarie, dată în care se sărbătoresc „Zilele comunei Vulturu”. La recensământul din 2002 avea o populație de 751 locuitori.

## Istoric
Prima atestare documentară a localității Vulturu datează din 1854, pe 14 ianuarie, prin redactarea unui tacrir, în care se menționa numele comunei, pe atunci Cartalu (din turcă Kartal, vultur). Documentul a fost descoperit de profesorul de istorie Nicolae Moroianu din Medgidia.
Sărbătoarea „Zilele comunei Vulturu“ se desfășoară în perioada 7-14 ianuarie și aniversează atestarea documentară a localității. Sărbătoarea a fost inițiată în 2004 de primarul comunei, Neculae Berbec.

## Etimologie
Vulturu se numea inițial Cartalu, cuvânt turcesc, care tradus în românește înseamnă vultur. Neoficial, locuitorii localității utilizează ambele denumiri.